# Аталая (Парана)
Атала́я (порт. Atalaia) — муниципалитет в Бразилии, входит в штат Парана. Составная часть мезорегиона Северо-центральная часть штата Парана. Входит в экономико-статистический микрорегион Асторга. Население составляет 3931 человек на 2006 год. Занимает площадь 137,663 км². Плотность населения — 28,6 чел./км².

## История
Город основан 28 июля 1960 года.

## Статистика
- Валовой внутренний продукт на 2003 год составляет 36 060 022,00 реалов (данные: Бразильский институт географии и статистики).
- Валовой внутренний продукт на душу населения на 2003 год составляет 9085,42 реалов (данные: Бразильский институт географии и статистики).
- Индекс развития человеческого потенциала на 2000 год составляет 0,765 (данные: Программа развития ООН).

## География
Климат местности: субтропический. В соответствии с классификацией Кёппена, климат относится к категории Cfb.